# パブリックリソース財団
公益財団法人パブリックリソース財団（ぱぶりっくりそーすざいだん、Public Resources Foundation）は、個人や企業の資金力を社会的事業への投資につなぐ寄付推進の専門組織である公益財団法人。

## 概要
2000年に非営利のシンクタンク、特定非営利活動法人パブリックリソースセンターとして発足し、NPO など非営利事業体のマネジメント強化、SRI（社会的責任投資）にかかる企業の社会性評価やCSRの推進支援、そしてオンライン寄付をはじめとする寄付推進事業などを展開。2013年1月、これらの成果と蓄積を踏まえ、「誰かの力になりたい」という人びとの志を寄付で実現するために、個人や企業の資金力を社会的事業への投資につなぐ寄付推進の専門組織「公益財団法人パブリックリソース財団」として新たにスタートした。
「意志ある寄付で社会を変える」ことをミッションに、テーマ基金、オリジナル基金、遺贈など様々な寄付の方法をご提供し、人生を豊かにする寄付、未来を切り拓く寄付の仕組みづくりに取り組んでいる。また、NPO向けの研修やコンサルティング、社会的事業体の寄付適格性評価、助成事業の成果評価など、寄付による助成が最大の効果を生むための支援を実施している。
理事長は久住剛、専務理事は岸本幸子。

## 主要事業
1. 資金等の資源を募り、管理・活用する事業  広く個人や企業等からの寄附を社会的活動につなげていく  ・オンライン寄付サイト「Give One（ギブワン）」登録団体への寄附の募集  ・寄附基金の運営による継続的な寄附の推進
2. 社会貢献活動についての情報提供、相談事業  社会貢献活動を促進したいと考える企業を対象に、情報提供や成果評価を実施
3. 寄附を推進するための普及啓発活動等に関する事業  遺贈寄附推進のために全国レガシーギフト協会の「いぞうの窓口」としても活動している
4. 社会的活動を行う団体等に対する助成事業  受け入れた寄附を原資に、NPOや社会的事業等への助成事業や奨学金事業を実施
5. 社会的活動を行う団体等に対する表彰・顕彰事業  地域社会の課題解決や新たなシステムの構築に取り組んできた女性たちを表彰する「チャンピオン・オブ・チェンジ日本大賞」を実施
6. 社会的活動を行う団体等に対する研修事業  NPOのマネジメントコンサルティングの実施や、研修の講師派遣
7. 調査研究、情報発信、政策提言に関する事業  成果評価や社会的インパクト評価、各種調査研究と発表

## 沿革
- 2000年　- 特定非営利活動法人パブリックリソースセンター設立
- 2001年　- SRI（社会的責任投資）のための企業の社会性調査を開始
- 2002年　- オンライン寄付サイト「GambaNPO.net」の運営開始
- 2003年　- NPO組織診断ツールの開発
- 2004年　- NPOへの組織診断およびコンサルティングの開始
- 2005年　- NPOマネジメント支援コンサルタント養成講座の開始
- 2007年　- 企業の社会貢献活動の成果評価を実施
- 2008年　- 「GambaNPO.net」からオンライン寄付サイト「Give One（ギブワン）」に名称を変えてリニューアル
- 2012年　- 一般財団法人パブリックリソース財団設立
- 2013年　- 公益財団法人パブリックリソース財団に移行

　　　　　　　「アート&ヘルス基金」「未来につなぐふるさと基金」を設置し助成事業を開始。移行、基金を複数設置する
- 2014年　- 組織基盤強化事業のSROI評価を実施

　　　　　　　 遺贈支援開始
- 2016年　- 「寄付適格性評価」手法の開発
- 2017年　- 日本で初めてSocial Value International の認証（alliance）を取得
- 2019年　- 「民間公益活動を促進するための休眠預金等に係る資金の活用に関する法律（平成28年法律第101号）」に基づく資金分配団体に選定される

## 所在地
〒104-0042
東京都中央区入船2丁目3−6　細矢ビル3階

## 関連団体
- 特定非営利活動法人パブリックリソースセンター
- 株式会社パブリック不動産